# اوله لئونیدوف
اوله لئونیدوف (اوکراینی: Олег Анатолійович Леонідов؛ زادهٔ ۱۶ اوت ۱۹۸۵) بازیکن فوتبال اهل اوکراین است.
از باشگاه‌هایی که در آن بازی کرده‌است می‌توان به باشگاه فوتبال اوبولون-برووار کیف اشاره کرد.